# شریان اولنار
شریان اولنار (به انگلیسی: Ulnar artery) یا سرخرگ زند زیرین یکی از شاخه‌های انتهایی سرخرگ بازویی است که همجوار با شریان رادیال و در سمت داخلی ساعد طی مسیر می‌کند.
این سرخرگ به مفصل آرنج، ماهیچه‌های مرکزی و داخلی ساعد و اعصاب میانی (مدین) و زند زیرین خون‌رسانی می‌کند. این شریان در انتها به قوس کف‌دستی‌مچ‌دستی (پالمار کارپال)، قوس کف‌دستی سطحی و شاخه مچ‌دستی (کارپال) خلفی تقسیم می‌شود.

## کالبدشناسی
شاخه انتهائی بزرگتر سرخرگ بازویی است که از مجاور گردن استخوان زَند زِبَرین (رادیوس) در حفره آرنجی شروع می‌شود، شریان یک مسیر مایل به داخل داشته، سپس به‌طور عمود در سمت داخل ساعد به پائین نزول می‌کند، مسیر مایل آن بوسیله عضلات فلکسور سطحی پوشیده می‌شود، مسیر عمودی آن در نیمه فوقانی بوسیله ماهیچه خم‌کننده مچ به زند زیرین (فلکسور کارپی اولناریس) و در نیمه تحتانی فقط توسط نیام‌های عمقی و سطحی و پوست پوشیده می‌شود. شاخه‌های مهم شریان اولنار در ساعد شامل شاخه‌های عضلانی، شاخه‌های راجعه برای شرکت در آناستوموزهای اطراف آرنج (راجعه اولنار قدامی و راجعه اولنار خلفی)، شاخه هائی برای شرکت در آناستوموزهای اطراف مفصل مچ (مانند شاخه‌های کف‌دستی‌مچ‌دستی و پشتی‌مچ‌دستی) و سرخرگ میان‌استخوانی مشترک می‌باشد. 
سرخرگ میان‌استخوانی مشترک به دو شاخه میان‌استخوانی قدامی و میان‌استخوانی  خلفی تقسیم می‌شود. سرخرگ میان‌استخوانی قدامی در جلو غشاء بین استخوانی نزول می‌کند و دارای شاخه‌های موسکولار، تغذیه‌ای برای استخوان‌های زند زبرین و زند زیرین و سرخرگ میانی (مدین) می‌باشد. سرخرگ میان‌استخوانی خلفی با سوراخ کردن غشاء بین استخوانی به خلف رفته و به محفظه (کمپارتمان) خلفی ساعد خون‌رسانی می‌کند، شاخه‌های مهم آن شامل شاخه‌های موسکولار و راجعه بین استخوانی است که در آناستوموزهای اطراف آرنج شرکت می‌کند، سرخرگ زند زیرین با عبور از سطح نگهدار خم‌کننده دست (فلکسور رتیناکولوم) وارد دست شده و در تشکیل قوس پالمار سطحی شرکت می‌کند.